# Schlacht bei Frankenhausen
Die Schlacht bei Frankenhausen am 15. Mai 1525 war eine der bedeutendsten Schlachten während des Deutschen Bauernkriegs. In ihr wurden die Aufständischen unter Thomas Müntzer bei Frankenhausen durch ein Fürstenheer vollständig besiegt. Müntzer selbst wurde hierbei gefangen genommen und am 27. Mai in Mühlhausen enthauptet, nachdem er auf die Festung Heldrungen gebracht und gefoltert worden war.
Die Ursache der Niederlage der Bauern lag nicht allein in ihrer Unterlegenheit bezüglich Bewaffnung und Kampfausbildung gegenüber den Landsknechtsheeren der Fürsten, sondern auch in der Uneinigkeit der Führer der jeweiligen Bauernhaufen. Das machte sich darin bemerkbar, dass die Bauernführer keineswegs eine einheitliche Zielsetzung hatten. Die meisten hatten hauptsächlich die Interessen der Bauern ihrer Region im Sinn. Nur die wenigsten, wie eben Thomas Müntzer, sahen eine gesamtdeutsche Aufgabe in ihrem Handeln.
Die Verhandlungspolitik der Fürsten im gesamten Bauernkrieg von 1524/25 war von vornherein darauf aus, die Einigkeit der Bauernheere zu spalten und diese „Haufen“ dann nach und nach gewaltsam auszuschalten. Die Schlacht bei Frankenhausen war genaugenommen bereits verloren, bevor sie begann. Im Grunde war es ein Gemetzel, bei dem mehrere Tausend Bauern getötet beziehungsweise deren Höfe geplündert wurden.

## Die Ereignisse in Frankenhausen

### Die Tage vor der Schlacht
Ab Ende April 1525 entwickelte sich Frankenhausen zu einem Zentrum der Bauernerhebungen in Thüringen. Am 29. April – zahlreiche Bauern sammelten sich bereits um Frankenhausen – kam es in der Stadt zur Erhebung, an der weit über die Hälfte des Kleinbürgertums, die meisten Salzarbeiter und fast die Hälfte der Pfänner beteiligt waren. Die Zusage Müntzers, mit dem bei Görmar/Mühlhausen liegenden Haufen, der zu diesem Zeitpunkt aus 10.000 Mann aus 370 Städten und Dörfern bestanden haben soll, nach Frankenhausen zu ziehen, aktivierte die Aufständischen, denen sich am nächsten Tag auch die vor der Stadt lagernden Bauern anschlossen. Das Rathaus wurde besetzt, der Rat gestürzt, das Schloss Frankenhausen und das Nonnenkloster St. Georgii wurden gestürmt und Urkunden, Schuldbriefe und das Stadtsiegel vernichtet. Weiterhin stellten die Aufständischen ihre Forderungen in 14 Artikeln auf, die sich an die 12 schwäbischen Artikel anlehnten. Weitere Aufständische aus den Grafschaften Schwarzburg, Mansfeld, Stolberg sowie aus albertinischen und ernestinischen Gebieten zogen herbei. Am 3. Mai waren es schon über 4000 Mann, so dass sich die Grafen von Schwarzburg und Stolberg der Übermacht der Aufständischen unterwarfen.

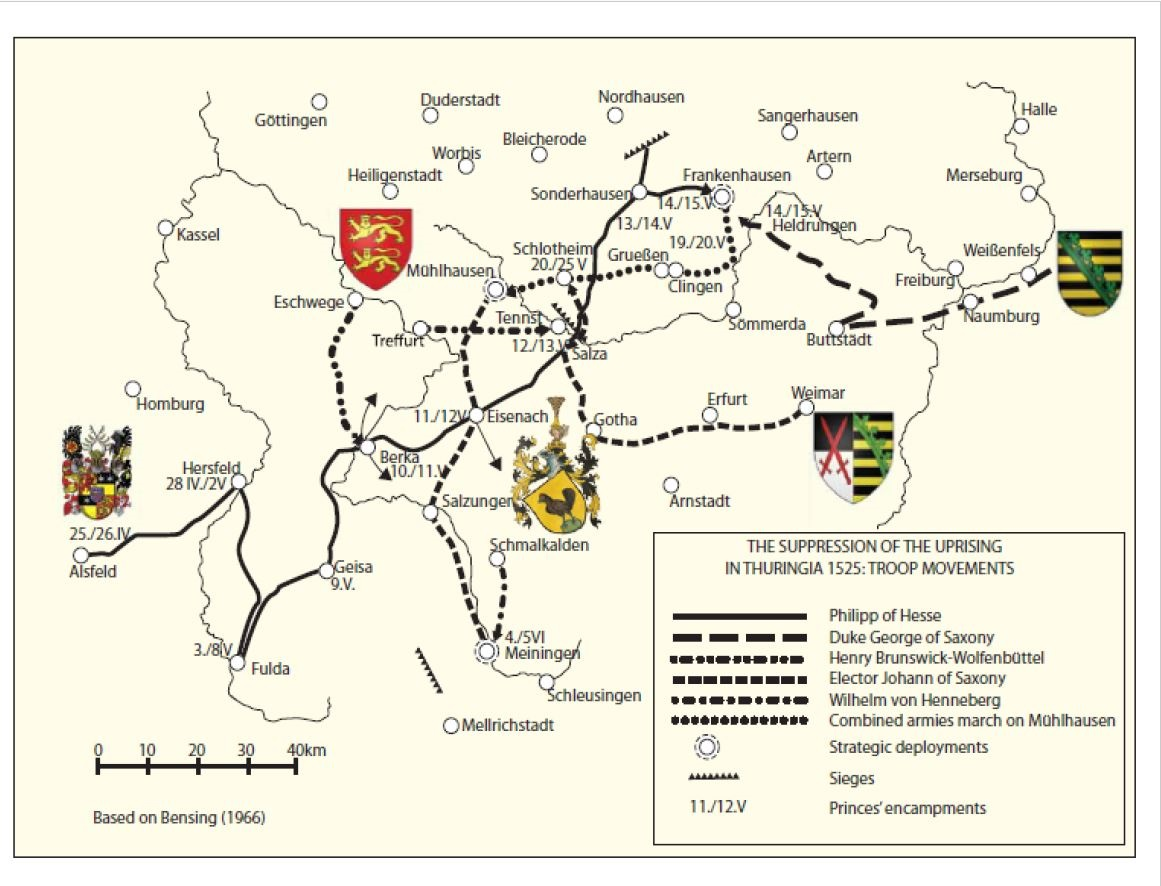
Truppenbewegungen vor und nach der Schlacht

Nach dem Ausbleiben des von Müntzer am 29. April zugesagten Vereinigten Mühlhäuser und Thüringer Haufens und der Unterwerfung der Schwarzburger und Stolberger Grafen gewannen kurzzeitig gemäßigte Kräfte im Frankenhäuser Haufen Auftrieb. Aktionen gegen umliegende Klöster wurden beendet und Aufständische aus dem Raum Allstedt/Sangerhausen/Mansfeld auf Abruf beurlaubt. Um den 4. Mai traf in Frankenhausen der Vereinigte Mühlhäuser und Thüringer Haufen mit Teilnehmern des von Heinrich Pfeiffer geführten Eichsfelder Feldzuges ein. Nachdem Söldner des Grafen von Mansfeld am 4. Mai das nicht weit entfernte Ringleben in Brand gesteckt hatten, wurden durch die Aufständischen unter Führung von Bonaventura Kürschner – einem Anhänger Müntzers – wieder Züge gegen benachbarte Städte, Klöster und Schlösser unternommen, so z. B. gegen Artern, das Kloster Göllingen, die Arnsburg, Wallhausen, Brücken und Beichlingen.
Am 10. Mai machte sich Müntzer mit 300 Mann, 8 Karrenbüchsen und der Regenbogenfahne (weiße Fahne mit einem Regenbogen und den Worten „Verbum domini maneat in aeternum“ (Das Wort des Herrn bleibe in Ewigkeit)) auf den Weg von Mühlhausen nach Frankenhausen, das er am 11. Mai gegen Mittag erreichte. Unterstützung für die Frankenhäuser Aufständischen war aus anderen Gebieten kaum noch zu erwarten, da die Bauern bereits vielerorts durch die errungenen lokalen Verhandlungsergebnisse aufgaben und abzogen oder von den fürstlichen Truppen zerschlagen wurden.
Nach der Auflösung des Werrahaufens, der Hinrichtung von dessen Anführern am 11. Mai in Eisenach und der Nachricht, dass sich Müntzer mit seinen Anhängern auf dem Weg nach Frankenhausen befand, führte Landgraf Philipp von Hessen das hessisch-braunschweigische Heer von Berka über Eisenach nach Frankenhausen. Der albertinische Herzog Georg von Sachsen, der sich seit Anfang Mai in Leipzig aufhielt, war mit seinem herzoglich-sächsischen Heer nach Heldrungen gezogen, wo es sich am 13. Mai mit den mainzschen und brandenburgischen Aufgeboten und den sich seit Tagen in der Burg des Grafen von Mansfeld verschanzten Adligen Nordostthüringens verstärkte.

### Die Ereignisse am 14. Mai 1525
In den Vormittagsstunden des 14. Mai wehrten die Frankenhäuser Aufständischen westlich von Frankenhausen drei Angriffe des hessisch-braunschweigischen Heeres ab. Nach diesem Erfolg überschätzten sich die Aufständischen, hielten den Feind für stark geschwächt und versäumten es dabei, gegen das durch den langen Marsch geschwächte Heer den notwendigen militärischen Vorteil zu erlangen. Nach den Kampfhandlungen vom 14. Mai verließ ein Großteil des Frankenhäuser Haufens die Stadt und bezog hinter einer auf dem heutigen Schlachtberg errichteten Wagenburg Stellung. Ebenso wurden die vorher auf der Stadtmauer aufgestellten Geschütze auf den Schlachtberg gebracht. Am Abend des 14. Mai forderte Landgraf Philipp die Aufständischen zur Niederlegung der Waffen und zur Auslieferung Müntzers und der Hauptleute auf. Gemäßigte Kräfte des Frankenhäuser Haufens ließen sich auf Verhandlungen mit den Fürsten ein, bei denen scheinbar eine befristete Waffenruhe vereinbart wurde. In der Zwischenzeit nutzte das fürstliche Heer den erhandelten Zeitgewinn für die Vorbereitung eines militärischen Schlages gegen die Aufständischen. Die fürstlichen Geschütze wurden auf eine Anhöhe auf dem östlichen Schlachtberg gebracht, von wo aus die Wagenburg der Bauern unter Beschuss genommen werden konnte.

### Die Ereignisse am 15. Mai 1525

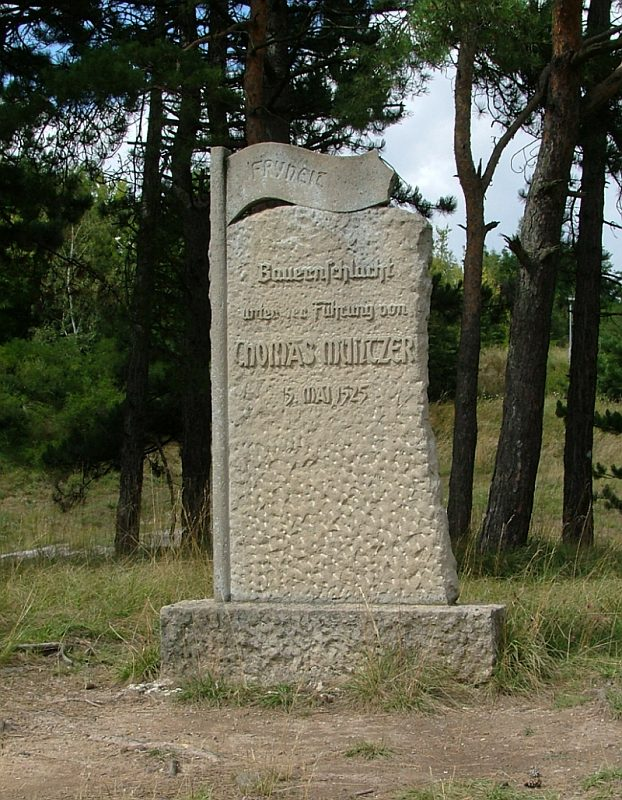
Gedenkstein auf dem Schlachtberg

Am 15. Mai vereinigte sich das hessisch-braunschweigische Heer mit dem albertinischen Heer, unter anderem geführt vom kurfürstlichen Feldoberst Aschwin von Cramm. Vergeblich hatten die Aufständischen vorher versucht, die Vereinigung der Truppen durch Geschützfeuer zu verhindern. Somit standen den etwa 8000 unberittenen Aufständischen, die mit mindestens 15 Geschützen, als Waffen genutzten Arbeitsgeräten (Sense, Sichel, Dreschflegel, Gabel) und den Waffen der zum Waffentragen berechtigten Bergknappen (Spieße, Hellebarden, Kurzsäbel) bewaffnet waren, mindestens 6000 Landsknechte und Berittene auf Seiten der Fürsten gegenüber. Die fürstlichen Truppen wurden so aufgestellt, dass ein Ausweichen der Aufständischen aus ihrer Wagenburg nicht möglich war.
Nochmals wurde ein dreistündiger Waffenstillstand vereinbart.
In der Zwischenzeit war es im Lager des Frankenhäuser Haufens zu Auseinandersetzungen über die Forderung nach einer Auslieferung Müntzers und seiner Anhänger gekommen. Wie bei allen wichtigen Entscheidungen kam man auch hier „im Ring“ zur Beratung zusammen. Der Auslieferungswunsch der Fürsten wurde abgelehnt.
Unmittelbar vor Beginn der Schlacht berichteten zeitgenössische Augenzeugen von einem Regenbogen am Himmel, den die aufständischen Bauern und Müntzer als göttliches Zeichen deuteten. Moderne Analysen gehen jedoch davon aus, dass es sich nicht um einen regulären Regenbogen, sondern um einen Sonnenhalo handelte, der durch die Beugung von Licht an feinen Eiskristallen in großer Höhe erzeugt wurde. Müntzer predigte ein letztes Mal vor den Aufständischen, legte ihnen in wirksamster Rhetorik seine Ziele dar und überzeugte sie von der Richtigkeit ihres Handelns.
Noch während die Aufständischen unter dem Eindruck der Predigt Müntzers verharrten, brach das fürstliche Heer den vereinbarten Waffenstillstand und griff unvermutet und heftig mit Artillerie, Reiterei und Fußvolk an. Die Bauern waren vom Angriff völlig überrascht und gerieten in Panik. Sie fanden keine Zeit, zu den Waffen zu greifen, oder zur organisierten Gegenwehr. Die Masse der Aufständischen floh panikartig in die Stadt und wurde auf dem Weg dorthin durch die fürstlichen Truppen niedergemetzelt. Einige Gruppen versuchten, sich der Übermacht zu erwehren und wurden ebenfalls erbarmungslos bekämpft, so auch eine Gruppe in der heutigen Blutrinne. Den Bauern blieb als Fluchtweg nur der Weg in die Stadt, wo sie von den Söldnern erschlagen wurden. Nur wenigen Aufständischen gelang die Flucht, darunter Hans Hut.
Im Laufe der unmittelbaren Schlacht gab es auf Seiten der Bauern mindestens 6000 Tote, dagegen nur 6 tote Söldner auf Fürstenseite. 600 Aufständische wurden gefangen genommen, von denen 300 noch am 16. Mai vor dem Frankenhäuser Rathaus oder auf dem Anger hingerichtet wurden. Aschwin von Cramm, der trotz seines Kriegsberufs als fromm und gutmütig galt, hatte sich für eine mildere Bestrafung für die Gefangenen beim Kurfürsten eingesetzt, sonst wären womöglich alle hingerichtet worden. Noch am selben Tag wurden die Toten außerhalb der Stadt begraben.
Thomas Müntzer wurde in der Stadt aufgespürt und durch Philipp von Hessen an den Grafen Ernst von Mansfeld übergeben. Anschließend wurde Müntzer im Wasserschloss Heldrungen verhört und gefoltert und am 27. Mai 1525 im Feldlager der Fürsten bei Mühlhausen hingerichtet.
Die am Frankenhäuser Bauernaufstand beteiligten Ortschaften wurden in der Folge mit sehr hohen Strafen und Schadensersatzforderungen des geistlichen und weltlichen Adels belegt, die – im Nachhinein betrachtet – meist maßlos überzogen waren und den tatsächlichen Schaden des Aufstands um ein Vielfaches überstiegen. Diese Schadensersatzforderungen verdienen daher eher die Bezeichnung einer materiellen Strafexekution gegenüber den Aufständischen durch den Adel.

## Das Schlachtgelände heute
An die Schlacht erinnert heute das Bauernkriegspanorama bei Bad Frankenhausen mit dem Monumentalgemälde von Werner Tübke unter dem offiziellen Titel Die Frühbürgerliche Revolution in Deutschland. Dargestellt ist nicht der tatsächliche Ablauf der Vorgänge auf dem Frankenhausener Schlachtberg, sondern vielmehr ein Panorama der Zeit an sich oder eine ins Bild übersetzte Geschichtsinterpretation, die nach radikaler gesellschaftlicher Umgestaltung verlangte.

## Kontroverse
Die improvisierte Bauernbewaffnung aus umgeschmiedeten Sensen und Dreschflegeln hält der Publizist Tobias Prüwer für einen Mythos.